# Оукланд (Мисисипи)
Оукланд (енгл. Oakland) град је у америчкој савезној држави Мисисипи.

## Демографија
По попису из 2010. године број становника је 527, што је 59 (-10,1%) становника мање него 2000. године.
| Група             | 2000.       | 2010.       |
| Белци             | 137 (23,4%) | 121 (23,0%) |
| Афроамериканци    | 445 (75,9%) | 402 (76,3%) |
| Азијати           | 0 (0,0%)    | 0 (0,0%)    |
| Хиспаноамериканци | 8 (1,4%)    | 10 (1,9%)   |
| Укупно            | 586         | 527         |